# Borden (Australië)
Borden is een plaats in de regio Great Southern in West-Australië. Het ligt 325 kilometer ten zuidoosten van Perth en 111 kilometer ten noorden van Albany. Borden telde 37 inwoners in 2021 tegenover 164 in 2006.

## Geschiedenis
De oorspronkelijke bewoners van de streek waren de Nyungah Aborigines.
In de jaren 1840 was Paper Collar Creek een verzamelplaats voor de sandelhoutsnijders uit de streek. De eerste Europese kolonisten vestigden zich in de jaren 1860 in de streek. In 1913 werd de spoorweg tussen Gnowangerup en Ongerup geopend. Er werd een spooraansluiting aangelegd en die werd door de staatssecretaris voor spoorwegen Borden genoemd, naar Robert Laird Borden, de achtste premier van Canada. De volgende (ondertussen gesloten) spooraansluiting op de lijn was naar de zevende premier van Canada vernoemd.
Borden werd officieel gesticht in 1916. Na de Eerste Wereldoorlog werden ten zuiden van Borden terugkerende frontsoldaten gevestigd onder de Soldier Settlement Schemes. Tussen 1916 en 1922 werden de Nyungah Aborigines uit de streek ondergebracht in de Carrolup Native Settlement. De spoorweg werd gesloten in 1957.

## 21e eeuw
Borden is een vrij belangrijke verzamelplaats voor de Co-operative Bulk Handling Group. In 2017 overstroomden de silo's in Borden net nadat de oogst was verzameld.

## Toerisme

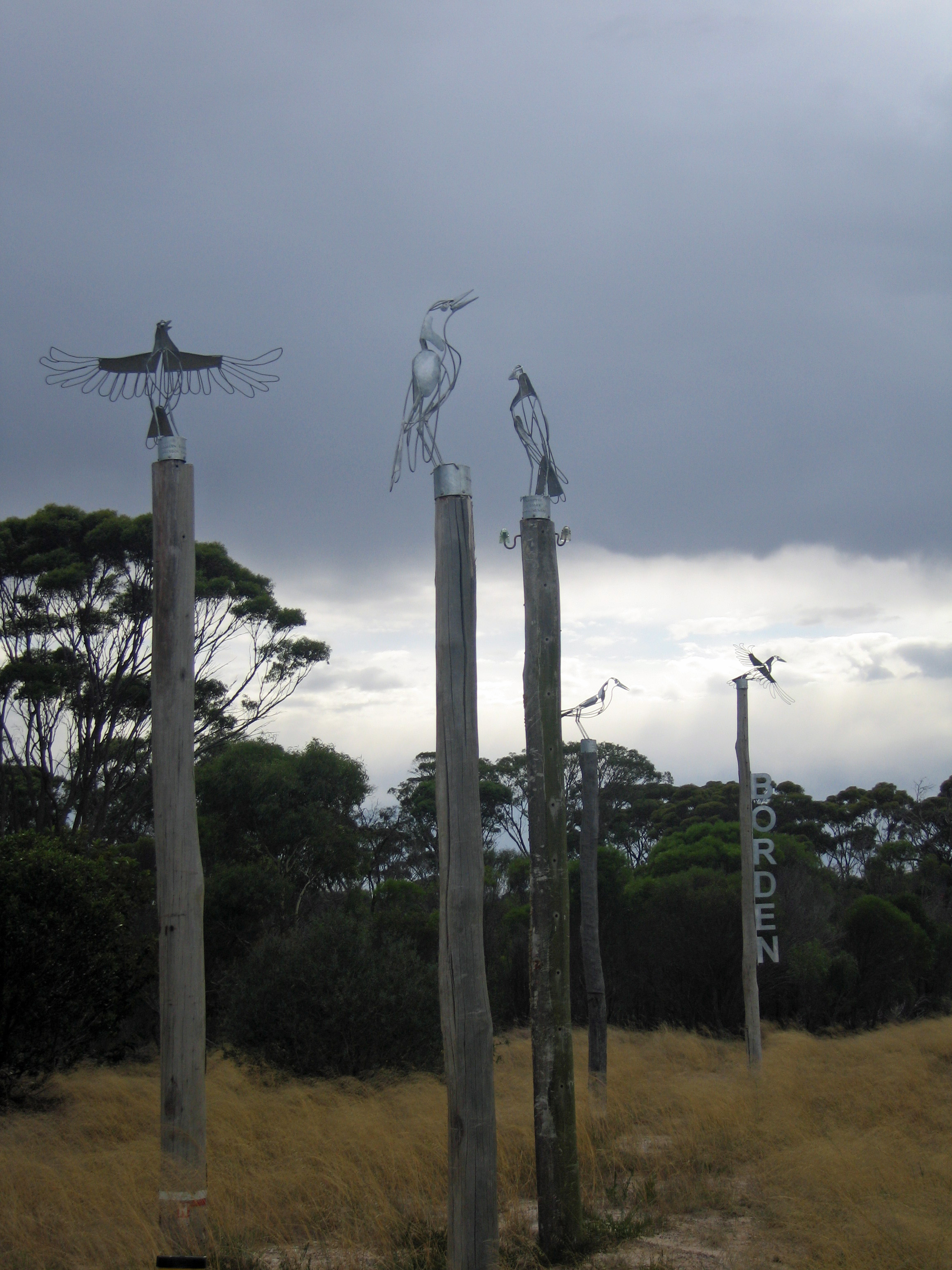

- De Lily Dutch Windmill is een vijf verdieping hoge stenen windmolen en kan na afspraak bezocht worden in het nabijgelegen Amelup.[9]
- Nightwell Mineral Spring is een bron waar volgens de legende enkel 's nachts water uitstroomt.[9]
- Borden is een uitvalsbasis voor het nationaal park Stirling Range. Er zijn tal van wandelpaden en er is de mogelijkheid om aan bergbeklimmen en abseilen te doen.[9]
- De Mabinup Creek Trail en de Mabinup Track zijn toegankelijk vanaf het 'Mount Trio Bush Camping and Caravan Park'.[9]
- Tussen augustus en november groeien er meer dan duizend soorten wilde bloemen in de streek.[4]
- Vrijwilligers van 'Birdlife Australia' organiseren wandelingen bij zonsondergang en zonsopgang om enkele van de meer dan honderdtachtig vogelsoorten uit de streek waar te nemen.[4]
- Het kunstwerk The Magpie Flight Path langs Bordens toegangsweg bestaat uit beelden van zwartrugfluitvogels op palen met verhalen over de streek.[3]

## Klimaat
De regio Great Southern en Borden zien de gemiddelde jaarlijkse neerslag al honderd jaar verminderen. De vooruitzichten met betrekking tot de invloed van de klimaatverandering voorspellen geen beterschap.